# Silmarils (entreprise)
Pour les articles homonymes, voir Silmarils.
Silmarils était une entreprise française de développement et d'édition de jeux vidéo. Son nom fait référence aux silmarils, des gemmes enchantées présentées dans le roman Le Silmarillion de J. R. R. Tolkien.

## Historique
La société est fondée en 1987 par Louis-Marie Rocques, André Rocques, et Philippe Plas, auteurs indépendants de jeux vidéo. Le premier jeu développé par Silmarils est Manhattan Dealers (1987), distribué par Loriciels. Ce n'est qu'en 1989 que Silmarils édite ses propres jeux.
Leurs plus grands succès commerciaux furent Transarctica, Targhan, Crystals of Arborea et sa suite, la série Ishar.
Silmarils a nettement moins de succès à partir du milieu des années 1990 et est mise en liquidation judiciaire en 2003.
Une partie des fondateurs et des employés a ensuite fondé la société Eversim.

## Liste des jeux
- 1987 : Manhattan Dealers Jeu de type beat them all sous Amiga, Atari ST et DOS
- 1988 : Mad Show Jeu d'arcade/action sous Amiga, Atari ST et DOS
- 1989 : Le Fétiche Maya Jeu d'aventure/action sous Amiga, Atari ST et DOS
- 1989 : Targhan Jeu d'aventure/action sous Amiga, Amstrad CPC, Atari ST, Mac et DOS
- 1989 : Windsurf Willy Jeu de sport (planche à voile) sous Amiga, Amstrad CPC, Atari ST et DOS
- 1990 : Colorado
- 1990 : Crystals of Arborea
- 1990 : Starblade
- 1991 : Boston Bomb Club
- 1991 : Metal Mutant
- 1991 : Storm Master
- 1991 : Xyphoes Fantasy
- 1992 : Killing Fist
- 1992 : Bunny Bricks
- 1992 : Ishar: Legend of the Fortress
- 1993 : Transarctica
- 1993 : Ishar II: Messengers of Doom
- 1994 : Robinson's Requiem
- 1994 : Ishar III: The Seven Gates of Infinity
- 1996 : Deus
- 1997 : Time Warriors
- 1998 : Asghan: The Dragon Slayer
- 1999 : Tournament of Warriors
- 2000 : Arabian Nights
- 2001 : Les Visiteurs : La Relique de Sainte Rolande Jeu PlayStation 1
- 2003 : Inspecteur Gadget : L'Invasion des robots Mad Jeu PlayStation 2

## Rachat des licences
- La majorité des licences des jeux Silmarils a été détenue pendant un temps par Dotemu, une société spécialisée dans la réédition et le portage de vieux jeux. (Sauf Xyphoes Fantasy, Time Warriors, Asghan: The Dragon Slayer et Arabian Nights)
- Deux compilations de jeux Silmarils réactualisés sont actuellement disponibles :
  - Ishar compilation (contenant Crystals of Arborea, Ishar, Ishar II et Ishar III)
  - Robinson's Requiem collection (contenant Robinson's Requiem et Deus)

## Anecdotes
Silmarils a été l'un des rares studios à développer des titres sur le Falcon 030 d'Atari et l'un des derniers studios à sortir des jeux commerciaux sur Atari ST.